# Pat Knight
Patrick Knight (nacido el 21 de septiembre de 1970 en  Estados Unidos) es un entrenador de baloncesto estadounidense que ejerce en la NCAA. Es el hijo de mítico Bobby Knight.

## Trayectoria
- Wisconsin Blast (1998)
- Columbus Cagerz (1998)
- Universidad de Indiana (1999-2000), (ayudante)
- Universidad de Texas Tech (2001–03),  (ayudante)
- Universidad de Texas Tech (2004–08) (assoc. HC)
- Universidad de Texas Tech (2008–11)
- Universidad de Lamar (2011-)